# تبة (الشعر)

تعديل مصدري - تعديل

تبة هي إحدى قرى عزلة الأ ملؤك بمديرية الشعر التابعة لمحافظة إب، بلغ تعداد سكانها 489 نسمة حسب تعداد اليمن لعام 2004.